# 马运洪
马运洪（1930年—），男，满族，辽宁蓋平县人，中国舞台美术设计家，曾任中央芭蕾舞团首席设计。